# Château de Sendai
Le château de Sendai (仙台城, Sendai-jō), aussi connu sous le nom de château d'Aoba (青葉城, Aoba-jō), est un château japonais situé dans la ville de Sendai. Construit en 1601 par le clan Date au sommet du mont Aoba, il commandait une position stratégique imprenable dominant Sendai.
Comme c'était l'un des sièges de la faction rebelle de l'Ōuetsu Reppan Dōmei pendant la guerre de Boshin quand Yoshikuni Date était seigneur de Sendai, il fut partiellement démantelé par le gouvernement dans les années 1870.
Nombre des bâtiments restant encore debout furent endommagés par le bombardement de Sendai durant la Seconde Guerre mondiale mais des parties du château furent cependant épargnées. Les fondations en pierre, quelques murs et structures en bois ont été reconstruits ou sont en train de l'être. Le château abrite également un sanctuaire Gokoku (護国神社, Gokoku-jinja) et une grande statue équestre de Date Masamune.